# الكأس الممتازة الموريتانية
الكأس الممتازة الموريتانية  هي بطولة تقام من مباراة واحدة تجمع الفائز بلقب الدوري الموريتاني الممتاز بالفائز بكأس رئيس الجمهورية في موريتانيا. وقد بدأ إقامة البطولة لأول مرة عام 2003.

## الإنجازات حسب النادي
| النادي         | البطل | سنوات تحقيق البطولة |
| -------------- | ----- | ------------------- |
| نادي تفرغ زينة | 3     | 2010, 2015, 2016    |
| نادي نواذيبو   | 3     | 2011, 2013, 2018    |
| جمعية الوئام   | 2     | 2012, 2017          |
| نصر السبخة     | 1     | 2003                |
| جمعية لكـصر    | 1     | 2014                |

## وصلات خارجية
- تاريخ البطولة - rsssf.com